# Выборы губернатора Пензенской области (2015)
Выборы губернатора Пензенской области состоялись в Пензенской области 13 сентября 2015 года в единый день голосования.
На 1 июля 2015 года в Пензенской области было зарегистрировано 1 099 797 избирателей, из которых 409 219 в Пензе. Выборы были признаны состоявшимися. Явка составила 62,26%. Порог явки на данных выборах не был установлен.
По итогам выборов, губернатором Пензенской области был избран Иван Белозерцев, набравший 86,04% голосов избирателей и одержавший победу в первом туре.

## Предшествующие события
В конце мая 2015 года истёк очередной срок полномочий 66-летнего губернатора Пензенской области Василия Бочкарёва, руководившего регионом с апреля 1998 года.
25 мая 2015 года указом Президента Российской Федерации Владимира Путина временно исполняющим обязанности губернатора Пензенской области был назначен председатель Законодательного собрания Пензенской области Иван Белозерцев.
10 июня 2015 года Законодательным собранием Пензенской области были назначены выборы губернатора Пензенской области на 13 сентября 2015 года и досрочно прекращены полномочия Ивана Белозерцева, как председателя Законодательного Собрания Пензенской области пятого созыва и депутата Законодательного Собрания Пензенской области пятого созыва в связи с его назначением временно исполняющим обязанности губернатора Пензенской области.

## Ключевые даты
- 10 июня 2015 заксобрание Пензенской области назначило выборы на единственно возможную дату — 13 сентября 2015 года (единый день голосования)[4].
  - следующие 3 дня — опубликование расчёта числа подписей, необходимых для регистрации кандидата.
  - с 14 июня по 19 июля (35 дней) — период выдвижения кандидатов[5].
  - агитационный период начинается со дня выдвижения кандидата и прекращается за одни сутки до дня голосования.
- со дня выдвижения по 29 июля — период сбора подписей муниципальных депутатов.
- с 19 июля по 29 июля регистрация заявлений кандидатов в избирательной комиссии.
- с 15 августа по 11 сентября — период агитации в СМИ.
- 12 сентября — день тишины.
- 13 сентября — день голосования.

## Кандидаты
Кандидатов на выборах губернатора выдвинули 6 партий, зарегистрировано было 5 кандидатов.
| Кандидат            | Должность (на момент выдвижения)                                                                                   | Партия              | Статус                 | Кандидаты в Совет Федерации                         |
| ------------------- | --- | ------------------- | ---------------------- | --------------------------------------------------- |
| Иван Белозерцев     | временно исполняющий обязанности губернатора Пензенской области                                                    | Единая Россия       | зарегистрирован        | Василий Бочкарёв Александр Гуляков Владимир Подобед |
| Геннадий Ерошин     | заведующий организационно-методическим отделом — врач-методист Пензенского областного госпиталя для ветеранов войн | Справедливая Россия | зарегистрирован        | Ирина Глуховская Александр Демкин Валерий Плахута   |
| Владимир Попков     | начальник отдела охраны здоровья граждан администрации города Пензы                                                | Родина              | зарегистрирован        | Сергей Евстигнеев Павел Маслов Наиль Матказин       |
| Владимир Симагин    | депутат Государственной Думы Российской Федерации                                                                  | КПРФ                | зарегистрирован        | Любовь Власова Геннадий Демидов Сергей Сакеев       |
| Жиганша Туктаров    | депутат Пензенской городской думы, директор ООО «Фаворит»                                                          | ЛДПР                | зарегистрирован        | Александр Васильев Антон Ищенко Сергей Пунтусов     |
| Александр Фроленков | безработный | Честно              | отказано в регистрации | —                                                   |

## Агитация
20 августа 2015 года молодежная общественная организация «Поколение нового времени» через СМИ выступила с призывом бойкотировать выборы губернатора Пензенской области. В организации считают выборы постановочными, поскольку «потенциальный победитель предвыборной гонки определен заранее, а все остальные кандидаты-соперники ему попросту подыгрывают».
Уже на следующий день, 21 августа данная инициатива бойкота выборов была подвергнута критике представителями ведущих российских оппозиционных парламентских партий — КПРФ и ЛДПР. Депутат Государственной Думы РФ и кандидат в губернаторы Пензенской области от КПРФ Владимир Симагин заявил, что «такие заявления делать непатриотично. Долг каждого гражданина — идти на выборы и голосовать. Это единственный день, когда власть зависит от народа». Координатор Пензенского регионального отделения ЛДПР Михаил Усов заявил, что призыв к бойкоту выборов «подрывает всю веру в выборы в России». Также Усов подчеркнул, что «ЛДПР выставила, пожалуй, самого узнаваемого кандидата из возможных» и «исход выборов губернатора Пензенской области не предрешен».

## Итоги
По итогам выборов, губернатором Пензенской области был избран Иван Белозерцев, набравший 86,04% голосов избирателей и одержавший победу в первом туре.
21 сентября 2015 года Иван Белозерцев вступил в должность губернатора Пензенской области. В этот же день губернатор И. А. Белозерцев назначил членом Совета Федерации Федерального Собрания Российской Федерации — представителем от правительства Пензенской области Василия Бочкарёва (предыдущего губернатора Пензенской области).
| Место                       | Место                       | Кандидат                    | Партия                      | Голосов   | %       |
| --------------------------- | --------------------------- | --------------------------- | --------------------------- | --------- | ------- |
|                             | 1.                          | Иван Белозерцев             | Единая Россия               | 588 265   | 86,04 % |
|                             | 2.                          | Владимир Симагин            | КПРФ                        | 52 955    | 7,75 %  |
|                             | 3.                          | Жиганша Туктаров            | ЛДПР                        | 19 553    | 2,86 %  |
|                             | 4.                          | Геннадий Ерошин             | Справедливая Россия         | 9251      | 1,35 %  |
|                             | 5.                          | Владимир Попков             | Родина                      | 6610      | 0,97 %  |
| Недействительных бюллетеней | Недействительных бюллетеней | Недействительных бюллетеней | Недействительных бюллетеней | 7064      | 1,03 %  |
| Всего                       | Всего                       | Всего                       | Всего                       | 683 698   | 100 %   |
|                             |                             |                             |                             |           |         |
| Действительных бюллетеней   | Действительных бюллетеней   | Действительных бюллетеней   | Действительных бюллетеней   | 676 634   | 98,24 % |
| Явка                        | Явка                        | Явка                        | Явка                        | 683 698   | 62,25 % |
| Общее число избирателей     | Общее число избирателей     | Общее число избирателей     | Общее число избирателей     | 1 098 361 |         |